# カンタータ (ストラヴィンスキー)
『カンタータ』（Cantata）は、イーゴリ・ストラヴィンスキーが1952年に作曲した、独唱、合唱、および室内楽による英語の声楽曲。
1951年の英語のオペラ『放蕩児の遍歴』までの新古典主義音楽と、1953年の七重奏曲にはじまるセリー音楽の時代の中間に作曲された。
ストラヴィンスキーは『星の王』などカンタータをほかにも作曲しているが、単に「カンタータ」と呼んだ場合はこの曲を指す。

## 概要
『カンタータ』は1951年から翌年にかけて作曲され、1952年11月11日にロサンゼルス室内管弦楽団によって初演された。ストラヴィンスキー本人の指揮により、『12楽器のためのコンチェルティーノ』（1920年の『弦楽四重奏のためのコンチェルティーノ』の編曲）も同日演奏された。
『放蕩児の遍歴』の台本作者であったW・H・オーデンが1950年に出版した15-16世紀の詩集『Poets of the English Language』の中の作者未詳の詩から歌詞が選ばれた。内容はキリスト教的なものと世俗的なものの両方を含む。英語圏では比較的有名な詩が多く、「Lyke-Wake Dirge」はベンジャミン・ブリテンが、「Tomorrow shall be...」はグスターヴ・ホルストがストラヴィンスキー以前に作曲している。
1952年、13年ぶりにストラヴィンスキーがパリを訪れたとき、インタビューに答えて十二音音楽の作曲者を尊敬し、十二音音楽は純粋な音楽であると高く評価している。初演時のストラヴィンスキーによる曲目解説では、リチェルカーレIIが十二音音楽ではないものの、11の音（同音重複あり）からなる音型とその反行・逆行・反行の逆行という手法で書かれていることを細かく説明している。このリチェルカーレIIは全曲の中央に置かれ、全曲の半分近くの長さを占める。

## 構成
ソプラノ、テノール、女声合唱と器楽五重奏による。五重奏はフルート2、オーボエ2（第2オーボエはコーラングレ持ちかえ）、チェロから構成される。演奏時間は約30分。
1. 通夜の葬送歌 (A Lyke-Wake Dirge, Prelude) 合唱
2. リチェルカーレI：乙女たちが来た (Ricercar I - 'The maidens came...') ソプラノ
3. 通夜の葬送歌 (A Lyke-Wake Dirge, 1st Interlude) 合唱
4. リチェルカーレII：明日は私の踊りの日 (Ricercar II - 'Tomorrow shall be...') テノール
5. 通夜の葬送歌 (A Lyke-Wake Dirge, 2nd Interlude) 合唱
6. 西風 (Westron Wind) ソプラノとテノール
7. 通夜の葬送歌 (A Lyke-Wake Dirge, Postlude) 合唱